# Caldecote, Northamptonshire
Caldecote är en by i Northamptonshire i England. Byn är belägen 2,5 km 
från Towcester. Orten har 52 invånare (2009).